# NGC 1570
NGC 1570 je galaksija u zviježđu Dlijetu.

## Vanjske poveznice
- SEDS: NGC 1570